# Ectotermia

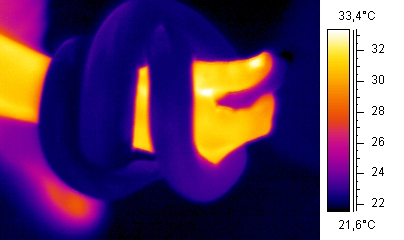
Termogramma di un serpente tenuto in mano da un uomo. È evidente la differenza di temperatura tra il serpente (ectotermo) e l'uomo (endotermo).

In biologia, l'ectotermia (dal greco: ektos = al di fuori; thermos = calore) è la condizione degli organismi viventi la cui temperatura corporea dipende dall'ambiente esterno. È un tipo di termoregolazione, il suo contrario è chiamato endotermia e non va confusa con l'eterotermia.
Ad avere questa caratteristica sono gli invertebrati, i pesci, gli anfibi e i rettili non uccelli. Il fenomeno dell'ectotermia è particolarmente accentuato nei rettili, che devono necessariamente passare diverse ore al sole per poter aumentare la propria temperatura corporea, soprattutto lucertole e serpenti. Le più recenti teorie favoriscono invece l'endotermia almeno per alcune specie di dinosauri.

## Strategia
Le differenti strategie di controllo della temperatura includono:
- i serpenti e le lucertole, sfruttando il sole sulle rocce;
- i pesci, nuotando in profondità in funzione della temperatura dell'acqua;
- gli animali del deserto, traendo profitto dalla sabbia durante la giornata;
- gli insetti, riscaldando i muscoli vibrando le ali.

Spesso gli ectotermi hanno un metabolismo più complesso degli endotermi. Per una reazione chimica importante, possono avere dei sistemi di 4 a 10 enzimi che operano a differenti livelli di temperature. Perciò spesso gli ectotermi hanno dei genomi più complessi di animali omeotermi di una stessa nicchia ecologica.

## Vantaggi
- In presenza di temperature ottimali riescono ad avere un metabolismo ottimale senza sprecare energie per la loro termoregolazione;
- maggiore capacità di sopportare periodi di scarsità di cibo e quindi di digiuno;
- maggiore durata della vita.

## Svantaggi
- Vulnerabilità alle variazioni di temperatura;
- incapacità di vivere in ambienti freddi e quindi incapacità di popolare zone ghiacciate;
- minori prestazioni fisiche (soprattutto in termini di resistenza).

## Conseguenze
A causa del loro metabolismo variabile, gli animali ectotermi non sono molto adattati per dei sistemi complessi che abbiano esigenze energetiche particolari e temperatura molto costante, come ad esempio il cervello. Alcuni grandi ectotermi, grazie a un favorevole rapporto volume/superficie, sono capaci di mantenere una temperatura corporea relativamente elevata e un tasso elevato di metabolismo. Questo fenomeno, chiamato gigantotermia, è stato osservato nelle tartarughe marine e probabilmente era sfruttato dalla maggior parte dei dinosauri e degli antichi rettili marini.